# Seconds (canción de U2)
"Seconds" es la segunda canción del álbum War, de la banda irlandesa U2, lanzado en 1983. La canción se refiere a la proliferación nuclear, lo cual se ve reflejado en la línea que dice «toma solo un segundo decir adiós», la cual es muy recurrente. Es la primera canción en la historia de la banda no cantada únicamente por Bono, ya que The Edge canta las dos primeras estrofas. 
Hay una pausa de aproximadamente 11 segundos en la canción en el minuto 2:10, donde se incluye un sample de un documental de televisión de 1982 titulado «Soldier girls». Bono dijo que estaba viendo este documental mientras esperaba en el green room de los Windmill Lane Studios y lo grabó. La banda sintió que encajaría bien en la canción como evidencia inquietante de soldados preparándose para la explosión de una bomba atómica.

## Escritura e inspiración
Bono sufrió un período de bloqueo del escritor en 1982, durante el cual escribir lo hacía sentirse muy solitario. Por ese motivo le pidió a The Edge que lo ayudara, pero el guitarrista no estaba interesado en escribir letras. Finalmente The Edge escribió la línea "Se tarda un segundo en decir adiós", y Bono continuó con el resto de la letra. En la grabación, The Edge canta el primer verso de la canción. La parte de la canción que habla sobre bailar con la bomba atómica es una referencia a "Drop the bomb", una canción del grupo de Go-go llamado Trouble Funk, que en ese momento eron compañeros de sello de U2 en Island Records.

## Recepción
En una reseña de Rolling Stone del álbum en sí, el editor JD Considine escribió: "'Seconds'... comienza con un riff funk somnoliento impulsado por un alegre bombo de juguete. Es una yuxtaposición agradable, pero a medida que el tema de la canción se vuelve claro - la locura del chantaje nuclear, donde, como dice Bono, "los títeres tiran de las cuerdas", te das cuenta de que este alegre generador de ruido no es más un juguete inocente, como lo es el de 'The Tin Drum " de Gunter Grass.
En 2008, para una revisión de nuevas reediciones de los primeros tres álbumes de la banda, el editor de Pitchfork Joe Tangari escribió "'Seconds' monta una línea de bajo hipnótica a un verso final que combina el enfrentamiento nuclear con una locura de baile".

## Presentaciones en vivo
"Seconds" se convirtió en la primera canción en presentar a The Edge como la voz principal en vivo cuando debutó en el primer concierto del War Tour el 26 de febrero de 1983. Fue una inclusión regular en la primera mitad de los sets principales de la banda para el War Tour durante 1983 y durante el Unforgettable Fire Tour durante 1984 y 1985. No se ha realizado en concierto desde el 7 de julio de 1985. Una presentación en vivo de la canción en el Anfiteatro Red Rocks aparece en la película del concierto U2 Live at Red Rocks: Under a Blood Red Sky, grabada el 5 de junio de 1983. 

## Otras versiones
- Mundy contribuyó con una versión para Even Better Than the Real Thing Vol. 3, un álbum de caridad compuesto completamente de canciones de U2 y lanzado en 2005.
- Rogue Wave lanzó una versión exclusiva de iTunes Store de esta canción en 2005.
- Refugee All Stars de Sierra Leona lanzó una versión de la canción en 2007, con el guitarrista de Aerosmith Joe Perry.[5]